# سیمون سگوئین
سیمون سگوئین (انگلیسی: Simone Segouin؛ زادهٔ ۳ اکتبر ۱۹۲۵ - ۲۱ فوریه ۲۰۲۳) که با نام مستعار نیکول مینت شناخته می‌شد، یک رزمنده مقاومت فرانسه بود.

## زندگی‌نامه
سیمون سگوئین در ۳ اکتبر ۱۹۲۵ در اور-ا-لوآر زاده شد. او به عنوان یک جنگنده مقاومت فرانسه در گروه پارتیزان‌ها و تیراندازهای فرانسه خدمت کرده‌است. اولین اقدام مقاومت او دزدیدن یک دوچرخه از یک سرباز ارتش آلمان بود که از آن برای کمک به حمل پیام استفاده می‌کرد. او پس از آن در ماموریت‌های بزرگ و همچنین خطرناک مانند دستگیری نیروهای آلمانی، از ریل خارج کردن قطارها و همچنین منفجر کردن پل‌ها، نیز شرکت کرد. او در آزادسازی پاریس نیز شرکت داشت و پس از پایان جنگ پرستار اطفال شد.

## آزادسازی پاریس
نیکول در آزادسازی شارتر و دستگیری ۲۵ آلمانی در این منطقه در ۲۳ اوت ۱۹۴۴ شرکت داشت و دو روز بعد نیز در آزادسازی پاریس حضور داشت. در سال ۱۹۴۶ درجه ستوان دومی و نشان صلیب جنگ را دریافت کرد.
سگوئین دربارهٔ نقش خود در مقاومت فرانسه گفت:
من برای مقاومت می‌جنگیدم، همین. اگر قرار بود از نو شروع کنم، این کار را می‌کردم، زیرا پشیمان نیستم. آلمانی‌ها دشمن ما بودند، ما فرانسوی بودیم.

## افتخارات
- سیمون سگوئین نشان صلیب جنگ را دریافت کرد.
- خیابانی در Courville-sur-Eure جایی که او در حال حاضر در آن زندگی می‌کند، به افتخار او نامگذاری شده‌است.[۸][۲][۹] سگوئین در پاسخ به این افتخار گفت: «خیلی خوشحالم که می‌دانم مردم نسبت به این دوره از زندگی من بی‌تفاوت نیستند.»[۱۰]
- در سال ۲۰۲۰، تالار روستای تیوارس به نام سگوئین نامگذاری شد.[۱۱]
- او موضوع یک مستند فرانسوی در سال ۲۰۲۱ بود که از RMC Découverte پخش شد.[۱۲]
- در ۱۴ ژوئیه ۲۰۲۱، او نشان لژیون افتخار، بالاترین نشان افتخار فرانسه را دریافت کرد.[۶]